# Novo mesto
Novo mesto (pînă în 1918 s-a numit Rudolfswerth) este un oraș din comuna Novo mesto, Slovenia. Situat pe rîul Krka, orașul are o populație de 22.415 locuitori. Este un important centru industrial (la Novo mesto se află sediul companiei farmaceutice Krka). Pe teritoriul comunei Novo mesto se află castelul Otocec (din secolul al XIII-lea), amplasat pe o insulă din rîul Krka.

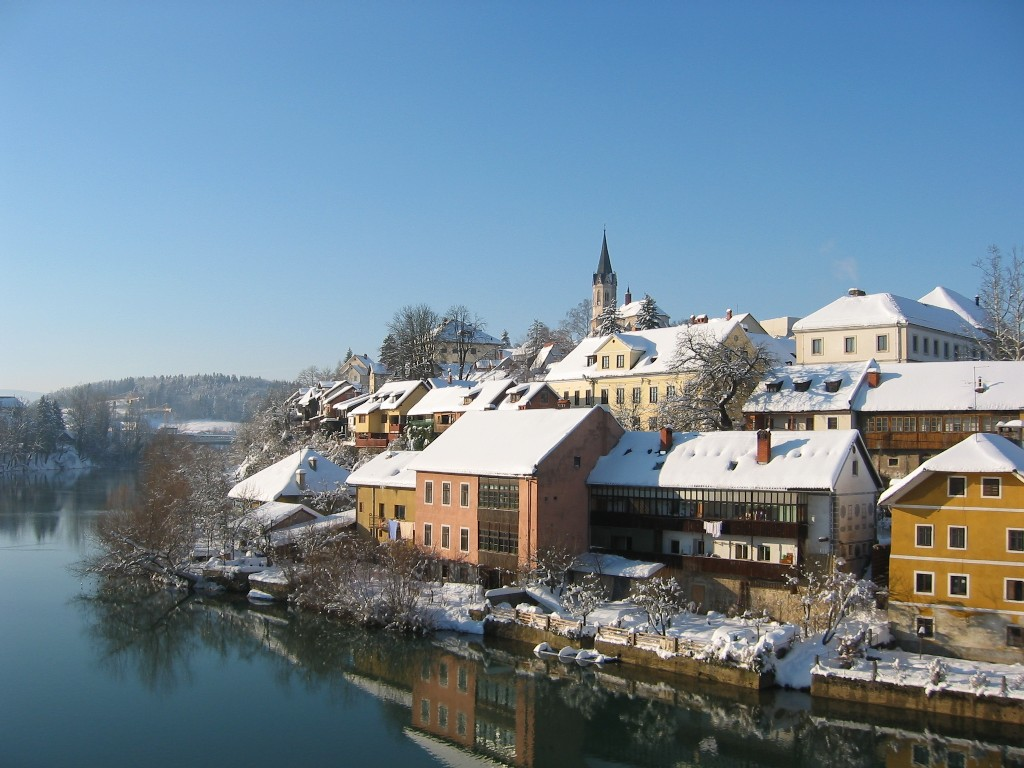
Novo mesto și râul Krka